# Sánta László (színművész)
Sánta László (Nagyvárad, 1980. november 29. –) magyar színész és szinkronszínész.

## Életrajza
Sánta László 1980. november 29-én született a romániai Nagyváradon. 1992-ben Békéscsabán a Légy jó mindhalálig című darabban debütált Nyilas Misi szerepében, majd a következő évadban A kis herceg című zenés darabban is a címszerepet játszotta el. 1993-tól 1997-ig a Szente Béla által működtetett Csabai Színistúdió tagja volt, ahol számos zenés és prózai előadásban szerepelt. Tanulmányait 1996-ban kezdte Békéscsabán, ahol először elvégezte az Evangélikus Gimnázium dráma tagozatát, majd 2000-től a Fiatal Színházművészetért Alapítványi Színiiskolában (ma Színitanház) tanult. Itt szerezte első színpadi tapasztalatait. Eközben a Békés Megyei Jókai Színház stúdiósaként is játszott. Emellett énekelni, táncolni és gitározni tanult. 2004-ben végzett színész szakon. Még ebben az évben bekerült egy operett társulatba, melyet Hídvégi Miklós vezetett. Egy európai turnén is részt vett a társulattal többek között Németországban és Izraelben is, ahol német nyelven énekelte Hadfaludy Ferenc gróf szerepét A mosoly országában, és Ferry-t a Viktória című operettben. Az iskola elvégzése után 2004-ben a Pannon Várszínház társulathoz szerződött, ahol több színpadi előadásban szerepelt. Dolgozott egy évig a budapesti Piccolo Színházban is, 2007-től pedig a Budapesti Operettszínház tagja volt. Később a Madách Színházban szerepelt. Színpadi szerepei mellett az egyik legkeresettebb szinkronszínész is.

## Színpadi szerepei
- Egy éj Velencében-avagy a golyók háborúja - Testaccio, velencei szenátor (Budapesti Operettszínház, 2011)
- Tim Rice-Andrew Lloyd Webber: Jézus Krisztus szupersztár - Simon (Madách Színház, 2010)
- Molnár Ferenc-Zerkovitz Béla: A doktor úr - Bertalan (Thália Színház, 2010)
- Impro és Kontra (Budapesti Operettszínház - Raktárszínház, 2010)
- Musicalmesék (Budapesti Operettszínház, 2010)
- Galt Macdermot-James Rado-Gerome Ragni: Hair - Steve, Sheila barátja (Szegedi Szabadtéri Játékok, 2010)
- Michael Kunze-Sylvester Levay: Rebecca - Ben (Budapesti Operettszínház, 2010)
- Kálmán Imre: A bajadér A színház titkára (Budapesti Operettszínház, 2009)
- Gary Adler–Michael Patrick Walker: Oltári srácok - Juan (Thália Színház, 2008)
- William Shakespeare: Szentivánéji álom - Dudás, Puck (Budapesti Operettszínház, 2008)
- William Shakespeare: Szentivánéji álom - Dudás (Szegedi Szabadtéri Játékok, 2008)
- Richard Genée–Carl Haffner–Henrik Meilhac: Dr. Bőregér - Dr. Blind (Budapesti Operettszínház, 2008)
- Lehár Ferenc: A víg özvegy - Sebastian Cascade (Budapesti Operettszínház, 2007)
- Rudolf - Károlyi István, magyar nemes (Budapesti Operettszínház, 2007)
- Alan Menken–Howard Ashman–Tim Rice: A Szépség és a Szörnyeteg - Lefou (Budapesti Operettszínház, 2007)
- Jim Steinman–Michael Kunze–Miklós Tibor: Vámpírok bálja - Alfréd (Magyar Színház, 2007)
- Dés László–Geszti Péter–Békés Pál: A dzsungel könyve - Maugli (Pannon Várszínház, 2006)
- William Somerset Maugham–Nádas Gábor–Szenes Iván: Imádok férjhez menni - Fred (Pannon Várszínház, 2006)
- Íme az ember - Jézus (Pannon Várszínház, 2006)
- Presser Gábor–Fejes Endre: Jó estét nyár, jó estét szerelem - Fiú (Pannon Várszínház, 2006)
- Szirmai Albert–Bakonyi Károly–Gábor Andor: Mágnás Miska - Miska lovász (Pannon Várszínház, 2006)
- Valahol Európában - Ficsúr (Városmajori Szabadtéri Színpad, 2006)
- Karinthy Frigyes: Tanár úr kérem - Steinmann (Pannon Várszínház, 2005)
- Képzelt riport egy amerikai popfesztiválról - József (Pannon Várszínház, 2005)
- Nana - Labordette / Detektív / 2. nyaraló (Piccolo Színház, 2005)
- Musical A-tól W-ig (Piccolo Színház, 2005)
- Orfeum )Pannon Várszínház, 2005)
- Falfestmény (Pannon Várszínház, 2005)
- Ilyenek voltunk - Miklós Tibor (Piccolo Színház, 2005)
- Lehár Ferenc: A mosoly országa - Pottenstein Hadfaludy Ferenc gróf (Békés Megyei Jókai Színház, 2005)
- Tanár úr kérem - Steinmann (2005)
- Ábrahám Pál: Viktória - Miki gróf (Békés Megyei Jókai Színház, 2004)
- Diótörő és egérkirály - Diótörő (Békés Megyei Jókai Színház, 2004)
- Da Vinci - Bernardo, a fiatal tanítvány (Békés Megyei Jókai Színház, 2003)
- Várkonyi T. András: Szupermancs - II. Nyomozó, Képfelelős (Békés Megyei Jókai Színház, 2002)
- Sztárcsinálók - Hírhozó, Tanítvány (Békés Megyei Jókai Színház, 2002)
- Balatoni rege - Sió, balatoni sellőfiú (Békés Megyei Jókai Színház, 2002)
- Vörösmarty Mihály: Csongor és Tünde - Csongor (Békés Megyei Jókai Színház, 2002)
- Senki sem tökéletes avagy nincs, aki hűvösen szereti - Rendőr (Békés Megyei Jókai Színház, 2001)
- Antoine de Saint-Exupéry: A kis herceg....A kis herceg (Békés Megyei Jókai Színház, 1992)
- Móricz Zsigmond: Légy jó mindhalálig....Nyilas Misi (Békés Megyei Jókai Színház, 1992)

## Szinkronszerepei

### Anime/Rajzfilm
- Bleach - Jamada Hanataro
- Blood+ - További magyar hang
- D.Gray-man - Tyki Mikk (2.hang)
- Death Note - A halállista - További magyar hang
- Méz és lóhere - További magyar hang
- Naruto (Animax-változat) - Morino Idate
- Soul Eater - Lélekfalók - Soul Eater
- Viva Piñata
- Star Wars: Látomások - Jay

### Film
- A dobos - Sid (Jaycee Chan)
- A dög 2-Darálós pillanatok - További szinkronhang
- A kék elefánt - Herald
- A Wiz - Madárijesztő (Michael Jackson)
- A szégyen sivataga - további szinkronhang
- Bunkó vagyok, így hódítok - további szinkronhang
- Felpörögve (Crank) - Kaylo (Efren Ramirez)
- Mi a gond velem? - William (Mark Webber)
- Rock tábor (Camp Rock) - Shane Gray (Joe Jonas)
- Rock tábor 2 (Camp Rock 2) - Shane Gray (Joe Jonas)
- Sammy nagy kalandja - Sammy
- Sose hátrálj meg - Aaron (Neil Brown Jr.)
- Végső állomás 5.- Sam Lawton (Nicholas D’Agosto)

### Sorozat
- Csodák (Miracles) - Paul Callan (Skeet Ulrich)
- CSI: New York-i helyszínelők - további szinkronhang
- Hannah Montana - Dylan (1. évad 18. rész)
- Jonas Brothers: Living the Dream - Joe Jonas
- Jake és Blake - Bruce (Diego Child)
- Két pasi – meg egy kicsi - Ted (1. évad 14. rész)
- Vészhelyzet - John (14. évad 9. rész)

### Ének
- A hercegnő és a béka
- Barátaim: Tigris és Micimackó
- Bűbáj
- Horton
- A Lármás család: A film
- Phineas és Ferb
- Sonny, a sztárjelölt
- Viva High School Musical Argentina
- Viva High School Musical Mexikó